# Picrorrhyncha
Picrorrhyncha is een geslacht van vlinders van de familie Carposinidae, uit de onderfamilie Millieriinae.

## Soorten
- P. atribasis Diakonoff, 1950
- P. pista Diakonoff, 1973
- P. scaphula Meyrick, 1922